# Мост уздаха (Оксфорд)
Хертфордов мост (енгл. Hertford Bridge) који се често назива и Мост уздаха се налази у универзитетском граду Оксфорду. Изграђен је 1914. године и повезује два дела Хертфорд колеџа.

## О мосту
Хертфордов мост је изграђен 1914. године. Дизајнирао га је Сер Томас Џексон. Повезује два универзитетска објекта Хертфорд колеџа. Често га називају и Мост уздаха који се налази у Венецији. Међутим, нема баш много сличности са овим познатим мостом, али има више везе са Мостом Риалто у Венецији. Није моделиран према венецијанском мосту, више је украшен. Лежи тачно преко пута Бодлеане, универзитетске библиотеке. Туристи могу само споља да га погледају, а само студенти и  запослени могу да пролазе њиме. У згради на северу  смештени су углавном студенти, а на јужној страни су административне канцеларије. Има интригантну архитектуру и постао је незаобилазна туристичка атракција Оксфорда. Има елегантне прозоре и у средини се налази грб.

## КопијеМоста уздаха
Поред славног Бајрона, многи Енглези су били опчињени Мостом уздаха. Отуда и две копије моста у енглеским универзитетским градовима Оксфорду и Кембриџу.

## Галерија
- Мост уздаха у Оксфорду
- Мост уздаха у Оксфорду
- Грб Хертфордовог моста
- Улаз из Улице Catte
- Хертфорд колеџ са мостом
- Панорама Хертфорд колеџа
- Хертфордов мост